# Michelle Paver
Michelle Paver (Niassalândia, 7 de setembro de 1960) é uma escritora inglesa que se tornou mundialmente famosa após escrever a série Chronicles of Ancient Darkness. A série conta com 6 volumes; 5 deles já estão publicados em inglês, e os 5 primeiros já estão traduzidos para o português. No Brasil, seus livros são publicados pela Editora Rocco.

## Biografia
Michelle Paver nasceu no Malawi, onde seu pai, sul-africano, dirigia um pequeno jornal e sua mãe, belga, escrevia uma coluna de fofocas semanal. Em 1963, a família se mudou para a Inglaterra, devido a dificuldades diplomáticas entre países colonizadores e as colônias, estabelecendo-se em Wimbledon. Michelle sempre gostou e quis escrever, mas como acreditava que esta profissão não poderia sustentá-la, escolheu o Direito como carreira oficial. Em 1996, a morte de seu pai e a insatisfação profissional fizeram Michelle buscar algo que a fizesse mais feliz. Ela negociou um ano de licença no trabalho e partiu para uma longa viagem de pesquisa pelas Américas, África do Sul e Europa, que resultou no rascunho de seu primeiro livro, Without Charity.

## Livros
- Without Charity (2000)
- A Place in the Hills (2001)
- The Shadow Catcher (2002)
- Fever Hill (2004)
- The Serpent's Tooth (2005)
- Dark Matter (2010)
- Thin Air (2016)
- Chronicles of Ancient Darkness (Crônicas das Trevas Antigas, no Brasil)
  - Wolf Brother (Irmão Lobo, no Brasil) (2004)
  - Spirit Walker (Espírito Errante, no Brasil) (2005)
  - Soul Eater (Devorador de Almas, no Brasil) (2006)
  - Outcast (Desterrado, no Brasil) (2007)
  - Oath Breaker (Perjuro, no Brasil) (2008)
  - Ghost Hunter(Caçador de Fantamas, no Brasil) (2009)
- Gods and Warriors
  - The Outsiders (2013)/Gods and Warriors (2012)
  - The Burning Shadow (Agosto 2013)
  - Eye Of The Falcon (Agosto 2014)
  - The Crocodile Tomb (Agosto 2015)
  - Warrior Bronze (Agosto 2016)